# Czechoslovakian International 1974
Die Czechoslovakian International 1974 im Badminton fanden vom 1. bis zum 3. November 1974 in Prag statt.

## Sieger und Platzierte
| Disziplin    | Gold                            | Silber                                | Bronze                                |
| ------------ | ------------------------------- | ------------------------------------- | ------------------------------------- |
| Herreneinzel | Michael Schnaase                | Miroslav Kokojan                      | Ladislav Šrámek                       |
| Herreneinzel | Michael Schnaase                | Miroslav Kokojan                      | Erfried Michalowsky                   |
| Dameneinzel  | Monika Cassens                  | Alena Poboráková                      | Taťána Pravdová                       |
| Dameneinzel  | Monika Cassens                  | Alena Poboráková                      | Christel Sommer                       |
| Herrendoppel | Siegfried Betz Franz Beinvogl   | Stane Koprivšek Gregor Berden         | Clemens Wortel Konstantin Holobradý   |
| Herrendoppel | Siegfried Betz Franz Beinvogl   | Stane Koprivšek Gregor Berden         | Erfried Michalowsky Edgar Michalowski |
| Damendoppel  | Monika Cassens Astrit Schreiber | Alena Poboráková Jaroslava Krahulcová | Eva-Maria Kranz Taťána Pravdová       |
| Damendoppel  | Monika Cassens Astrit Schreiber | Alena Poboráková Jaroslava Krahulcová | Tonny Pannemans Anke Betz             |
| Mixed        | Franz Beinvogl Anke Betz        | Siegfried Betz Tonny Pannemans        | Clemens Wortel Taťána Pravdová        |
| Mixed        | Franz Beinvogl Anke Betz        | Siegfried Betz Tonny Pannemans        | Joachim Schimpke Monika Cassens       |

## Finalresultate
| Disziplin    | Sieger                          | Finalist                              | Ergebnis           |
| ------------ | ------------------------------- | ------------------------------------- | ------------------ |
| Herreneinzel | Michael Schnaase                | Miroslav Kokojan                      | 15–4, 15–5         |
| Dameneinzel  | Monika Cassens                  | Alena Poboráková                      | 4–11, 11–5, 11–4   |
| Herrendoppel | Siegfried Betz Franz Beinvogl   | Stane Koprivšek Gregor Berden         | 12–15, 15–0, 15–12 |
| Damendoppel  | Monika Cassens Astrit Schreiber | Alena Poboráková Jaroslava Krahulcová | 15–10, 15–4        |
| Mixed        | Franz Beinvogl Anke Betz        | Siegfried Betz Tonny Pannemans        | 15–8, 15–11        |